# Вукасович, Йосип Филип
Йосип Филип Вукасович (хорв. Josip Filip Vukasović; 1755 — 9 августа 1809, Вена) — австрийский фельдмаршал-лейтенант, герой войн против Наполеона.

## Биография
Родился в 1755 году, происходил из хорватских дворян.
Образование получил в Венской военной академии.
В австро-турецкой войне 1787—1791 годов, в чине полковника, Вукасович командовал вольным корпусом в Черногории, с которым сумел пройти в Болгарию до Софии. По заключении мира он был произведён в генерал-майоры. Также 15 ноября 1788 года он был награждён орденом Марии Терезии.
Блестяще проявил себя во время Первой коалиционной войны. В сражении на Минчо (30 мая 1796 года) Вукасович, по приказанию Болье, пробился до Мантуи, обложенной французами, и принял начальство в этой крепости до прибытия Вурмзера.
Во время Второй и Третьей коалиционных войн Вукасович по-прежнему сражался с французами в Италии. 8 июня 1799 года был награждён русским орденом Святой Анны 1-й степени.
В кампании 1809 года, в чине фельдмаршал-лейтенанта, Вукасович командовал дивизией в армии эрцгерцога Карла и был тяжело ранен пушечным ядром в сражении при Ваграме. Скончался от этой раны 9 августа 1809 года в Вене.
Вукасович, кроме своей чисто военной деятельности, был также известен своими инженерными работами, под его руководством была построена дорога Луизиана через Альпы из Карлштадта в Фиуме.

## Галерея

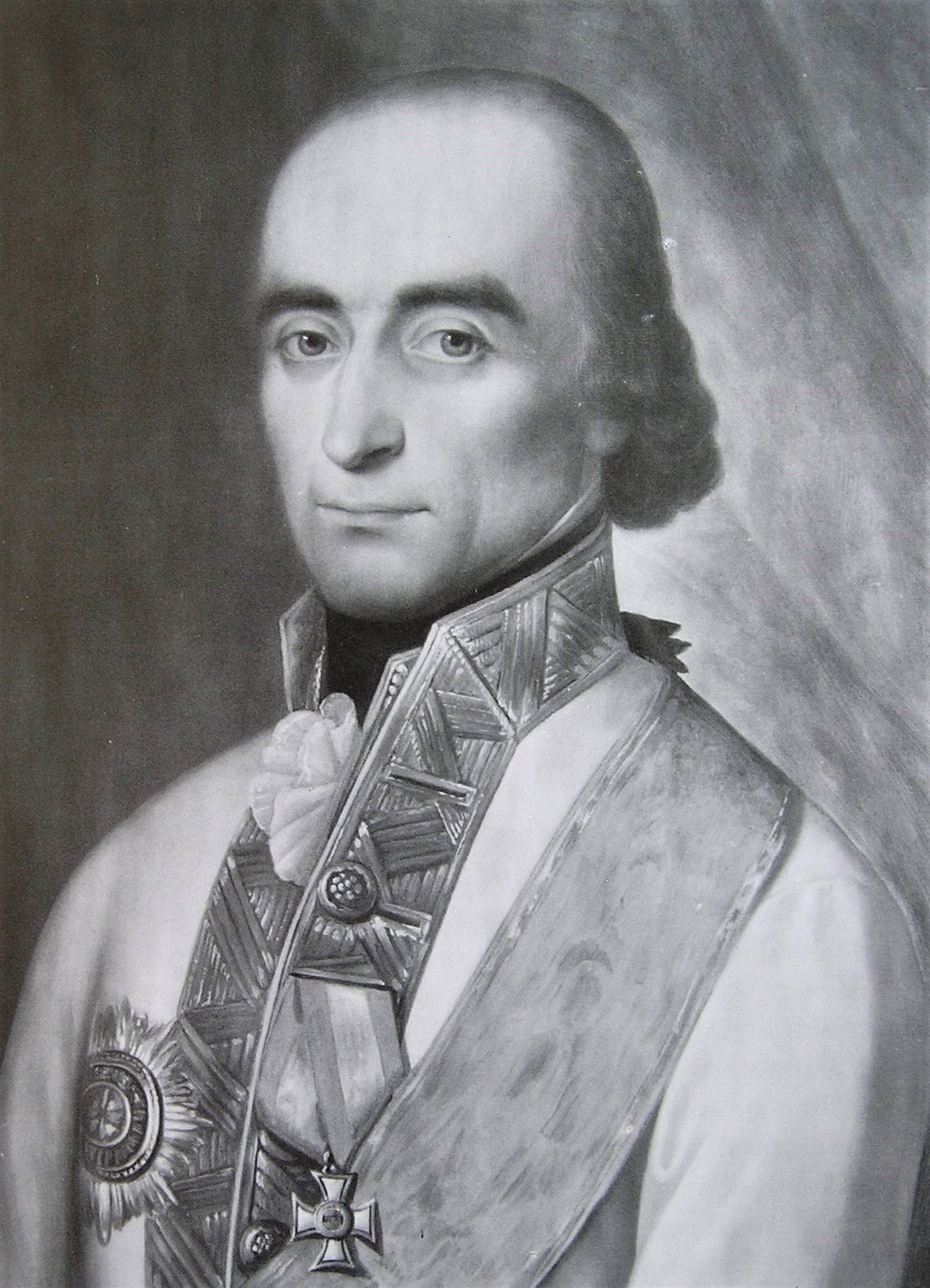
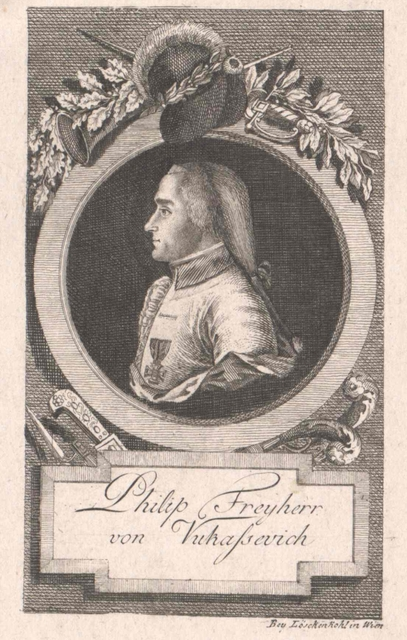